# Delphinium davidii
Delphinium davidii är en ranunkelväxtart som beskrevs av Adrien René Franchet. Delphinium davidii ingår i släktet storriddarsporrar, och familjen ranunkelväxter. Inga underarter finns listade i Catalogue of Life.